# اچ‌ام‌اس الکترا (اچ۲۷)
اچ‌ام‌اس الکترا (اچ۲۷) (به انگلیسی: HMS Electra (H27)) یک کشتی بود که طول آن ۳۱۸ فوت ۳ اینچ (۹۷٫۰۰ متر) بود. این کشتی در سال ۱۹۳۴ ساخته شد.